# ديب فيشر
ديبرا لينيل ستروبر فيشر (بالإنجليزية: Debra Lynelle Strobel Fischer)‏ هو سياسية أمريكية من الحزب الجمهوري ولدت في يوم 1 مارس 1951 في مدينة لنكن في نبراسكا. درست الزراعة في جامعة نبراسكا- لينكولن. هي عضوة في مجلس الشيوخ الأمريكي كممثلة عن ولاية نبراسكا منذ سنة 2013.